# محمدرضا حکیمی
محمّدرضا حکیمی (۱۴ فروردین ۱۳۱۴ در مشهد – ۳۱ مرداد ۱۴۰۰) فقیه و مجتهد شیعه، فیلسوف، متفکر و نویسندهٔ ایرانی بود.
از وی با عناوینی چون «علّامه»، «استاد»، «فیلسوف عدالت» و «مرزبان توحید» یاد می‌شود. روح اللّه موسوی خمینی در پیامی به تاریخ ۱۳۴۸/۸/۲۸ او را با این جملات خطاب کرد «جناب مستطاب ثقةالاسلام آقای محمدرضا حکیمی - دامت افاضاته». همچنین سید علی خامنه‌ای به تاریخ ۱۳۷۰/۱۲/۱۳ در دیدار با اعضای گروه ویژه و گروه معارف اسلامی صدای جمهوری اسلامی ایران‌، توصیه به تشکیل گروه مشاوره محتوایی میکند، و برای اعضای این گروه اشخاصی را پیشنهاد میدهد، که یکی از آنها محمدرضا حکیمی است.
کتاب الحیاة وی که یک دائرةالمعارف اسلامی است، از شهرت و اعتبار خاصی در جهان اسلام برخوردار است. وی از مُجَدِّدانِ مکتب معارفی خراسان، مشهور به مکتب تفکیک است که معتقد به جدایی دین از فلسفه و عرفان است.
علی شریعتی وی را به عنوان وصی خود جهت هرگونه دخل و تصرف در آثارش انتخاب کرده بود.

## زندگی و تحصیلات
وی متولد ۱۴ فروردین ۱۳۱۴ شمسی (۱۳۵۴ قمری) در مشهد است. پدرش عبدالوهاب، که از اردکان به مشهد مهاجرت کرده بود، از معتمدین و محترمین بازار مشهد بود.
حکیمی در سال ۱۳۲۰ تحصیلاتش را آغاز کرد. در سال ۱۳۲۶ وارد حوزه علمیه خراسان(مدرسه نواب) شد و تا ۲۰ سال از عمر خود را در این حوزه به تحصیل دروس مقدمات و سطح، خارج، فلسفه، ادبیات عرب، نجوم، تقویم گذراند.
محمد تقی ادیب نیشابوری، شیخ مجتبی قزوینی خراسانی، سید محمدهادی میلانی، احمد مدرس یزدی، اسماعیل نجومیان، حاج سید ابوالحسن حافظیان و حاجی‌خان مخیری از مهم‌ترین استادان وی بودند. او علوم غریبه، رمل و اوفاق را نزد ابوالحسن حافظیان و شیخ مجتبی قزوینی آموخت. و اجازه اجتهاد را از آقا بزرگ تهرانی در سال ۱۳۴۸ شمسی دریافت کرد.

## عدالت اجتماعی
به گفتهٔ محمدرضا زائری، حکیمی اعتقاد دارد «دینی که در آن عدالت نباشد، دین نیست؛ چه رسد به اسلام!» او در سال ۱۳۸۱ هجری شمسی در رابطه با مبانی اسلام نامه‌ای به فیدل کاسترو نوشت و مدتی بعد و در دیدار با یک هیئت کوبایی گفت: «اگر اتفاقی برای فیدل کاسترو بیفتد، یک فاجعهٔ بشری رخ داده‌است».
استاد حکیمی نه دین را برای دین، نه روحانیت را برای روحانیت و نه حکومت را برای حکومت می‌خواست زیرا این سه، تا زمانی مقدس است که به نتیجه برسد. خط قرمز مرحوم علامه حکیمی عدالت و اخلاق بود و معتقد بود دین، روحانیت و حکومتی که منجر به عدالت و اخلاق شود مقدس است.

## آثار
- منهای فقر
- «الحیاة» پیرامون مسایل اسلامی با همکاری دو برادرش: محمد حکیمی و مرحوم علی حکیمی (ترجمه به فارسی: احمد آرام)
- خورشید مغرب
- شیخ آقا بزرگ تهرانی
- دانش مسلمین
- بیدارگران اقالیم قبله
- هویت صنفی روحانی
- مکتب تفکیک
- آنجا که خورشید می‌وزد
- اجتهاد و تقلید در فلسفه
- ادبیات و تعهّد در اسلام
- الهیّات الهی و الهیّات بشری (مَدْخَل)
- الهیّات الهی و الهیّات بشری (نظرها)
- امام در عینیت جامعه
- انذار
- بعثت، غدیر، عاشورا، مهدی (عج)
- پیام جاودانه
- جامعه سازی قرآنی
- حماسهٔ غدیر
- سپیده باوران
- سرود جهش‌ها
- شرف الدین
- عقل سرخ
- فریاد روزها
- قصد و عدم وقوع (نامه‌ها)
- قیام جاودانه
- گزارش (برگرفته از الحیاة)
- کلام جاودانه
- معاد جسمانی در حکمت متعالیه
- مقام عقل
- میر حامدحسین
- نان و کتاب
- یکصد و پنجاه سال تلاش خونین
- عاشورا: مظلومیتی مضاعف
- مرام جاودانه
- علی (علیه السلام)
- پیامبر (صلی اللّه علیه و آله و سلّم)
- از زندگی تا ابدیت
- ای آفتاب
- عاشورا؛ عدالت
- فاطمیات
- عاشورا؛ غزه
- استغفار
- سه یار خراسانی در انقلاب
- امواج غدیر
- تفسیر آفتاب

## نامه حکیمی به فیدل کاسترو
قسمتی از نامه حکیمی به فیدل کاسترو به شرح زیر است:
«اگر بخواهیم همه تعالیم قرآن و اسلام را در دو کلمه، خلاصه کنیم، چنین می‌شود:
۱. توحید ۲. عدل
«توحید» یعنی: «تصحیح رابطه انسان با خدا».
«عدل» یعنی: «تصحیح رابطه انسان با انسان».
و اکنون شما به هر شناخت اسلامی یا حکم اسلامی، یعنی اسلام از جنبه‌های نظری و جنبه‌های عملی آن که نگاه کنید، هیچ چیز را خارج از دو موضوع بالا نمی‌بینید؛ و خوب توجه داریم که برای سعادت کامل (یعنی دنیوی و اخروی، یا به تعبیر دیگر: سعادت فانی و سعادت باقی) انسان، همین دو اصل و رعایت دقیق نظری و عملی آن - در ضمن انواع تربیتها و برنامه‌ریزیهایی که باید عملی گردد - کافی و بسنده‌است.
انسان، پس از اعتقاد به خدا، با ادای تکلیف نسبت به آفریدگار خویش، در بعد ابدی کامیاب است؛ و پس از اعتقاد به اهمیت عدالت و اجرای آن (که آزادی معقول نیز در دل آن خفته‌است)، در سعادت اجتماعی و رسیدن به زندگی سالم اجتماعی به چیزی نیازمند نیست.
کدام جامعه‌ای است که در آن به فریاد قرآن، دربارهٔ توحید و عدل ترتیب اثر دهند و از سقوطهای بزرگ نرهند؟ و در هر کشور اسلامی و در هر مجتمع قرآنی که دیده شود، وضع جز این است که گفته شد. در آنجا اسم اسلام است نه رسم اسلام. درگیریها به نام اسلام است نه برای اسلام. در این گونه اجتماعات، ایمان توحیدی و عمل عدلانی از قوت و قدرت افتاده‌است؛ و باید - در آنجاها - فریادگران فریاد توحید و عدل سر دهند تا جامعه‌های خراب را بیدار کنند و حاکمیتهای غافل را بلرزانند.
در رسالت قرآنی، دو مسئله، دو رکن بنیادین است.
1. تربیت سالم، یعنی «فردسازی» (به منظور جامعه‌سازی).
2. سیاست عدل، یعنی: «جامعه‌پردازی» (به منظور فردسازی).

و به‌طور خلاصه، جامعه قرآنی، «جامعه قائم بالقسط» است، و حاکمیت قرآنی، «حاکمیت عامل بالعدل». هر چه جز این باشد، نام اسلامی و قرآنی بر آن روا نیست.»

## نقد حکیمی به دفن شهدای دفاع مقدس در دانشگاه‌ها
وی در این باره در یکی از آثارش چنین بیان کرده:
آیا خون این همه شهید، از زبان لحظات و تاریخ سخن نمی‌گویند… آیا به همین بسنده می‌کنند، که جنازه مطهر چند شهید را، در جاهایی که اصلاً مناسب نیست دفن کنند. اگر راست می‌گویند، چند جنازه هم در بازار، در دستگاه قضایی، در کنار کاخ‌های اشراف، در دامنه‌های توچال -نه قله توچال- در میدان بار، در اتاق اصناف و… و در مجلس و در میان هیئت مجریه (دولت) دفن نمایند.
فقه تشیع -میراث خون شهیدان بزرگ بشریت- در برابر این اتفاقات، که چه بسا ایادی استعمار و اجانب آن‌ها را کارگردانی می‌کنند، مسئول است… ببینید اینگونه میراثی را نمی‌شود، به دست عده‌ای ناآگاه، یا مؤمنانی ساده انگار، یا مرتجعانی بسته ذهن سپرد یا نفوذیانی مرموز (والمسئول الاصلی هو الفقه).

## خودداری از دریافت جایزه فارابی
پس از انتخاب حکیمی به عنوان یکی از استادان برگزیده برای خدمت پنجاه ساله به علوم انسانی در جشنواره فارابی (آذر ۸۸) وی رد پذیرش این عنوان و جایزه را طی پیامی اعتراضی اعلام کرد. در قسمتی از این پیام آمده‌است:
همان گونه که پیشتر هم یادآور شده‌ام، بار دیگر تأکید می‌کنم که تا هنگامی که در جامعه ما فقر و محرومیت مرئی و نامرئی بیداد می‌کند، برگزاری چنین جشنواره‌هایی از نظر اینجانب در اولویت نیست. در این جشنواره از فاضلان و استادانی، به نام خدمت ۵۰ ساله به علوم انسانی تجلیل شده‌است. پرسش این است آیا این علوم برای ثبت در کتاب‌ها و در دنیای ذهنیت است یا برای خدمت به انسان و حفظ حقوق انسان و پاسداری از کرامت انسان است در واقعیت خارجی و عینیت؟...
محمدرضا زائری در برنامه‌ای تلویزیونی از نگاه برخی از مسئولین صاحب نفوذ فرهنگی کشور دربارهٔ حکیمی خبر داد که به بهانه رونمایی از یکی از آثار محمدرضا حکیمی، زائری را توبیخ کرده‌اند و گفته‌اند که «حکیمی ضدانقلاب است.»

## درگذشت
حکیمی در شامگاه ۳۱ مرداد ۱۴۰۰ به دلیل عوارض ناشی از ویروس کرونا و کهولت سن بر اثر ایست قلبی درگذشت. او در ۲ شهریور ۱۴۰۰ در حرم امام رضا به خاک سپرده شد.
سید علی خامنه‌ای به تاریخ ۱۴۰۰/۰۶/۰۱ طی پیام ذیل، درگذشت او را تسلیت گفت:
بسم الله الرّحمن الرّحیم
با تأسف و تأثر خبر درگذشت عالم و متفکّر برجسته جناب آقای محمدرضا حکیمی قدّس‌ الله‌ نفسه را دریافت کردم. ایشان دانشمندی جامع، و ادیبی چیره‌دست، و اندیشه‌ورزی نوآور، و اسلام‌شناسی عدالتخواه بودند. ایشان عمر را فارغ از آرایه‌ها و پیرایه‌های مادی، در خدمت معارف والای قرآن و سنّت گذرانده و آثاری ارزشمند از خود به جا نهادند. بهره‌گیری از محضر پر فیض و نفس گرمِ استادان معرفت و معنویت در مشهد مقدس، ذخیره‌ای از توکل و تعبّد و غنای نفس در دل و جان این شخصیت عزیز به جا نهاده بود که تا آخر عمر با برکتش وی را استوار میداشت. این‌جانب فقدان اندوهبار این رفیق دیرین را به خاندان مکرّم حکیمی و بازماندگان بویژه برادر بزرگوار ایشان و نیز به همه‌ی دوستان و علاقمندان آن مرحوم تسلیت عرض میکنم و رحمت و مغفرت الهی را برای وی مسألت مینمایم.
سیّد علی خامنه‌ای
۱ شهریور ۱۴۰۰

## مستند
محمد اسفندیاری نویسندهٔ اندیشه نامهٔ محمدرضا حکیمی، با اشاره به فیلم مستند فریاد روزها در مقایسه با کتب منتشرشده دربارهٔ ایشان، می‌گوید:
دربارهٔ استاد حکیمی تا آنجایی که می‌دانم سه کتاب نوشته شده که یکی از آنها برای بنده است (کتاب راه خورشیدی) در کل، سه کتاب دربارهٔ ایشان منتشر شده و می‌خواهم بگویم: اگر نود و هفت کتاب دیگر دربارهٔ ایشان منتشر شود، می‌شود صد کتاب؛ آن صد کتاب برابراست با این فیلم.
فیلم در همایش ها و دانشگاه ها و همچنین جشنواره های مختلفی به نمایش در آمد. در نخستین سالگرد درگذشت محمدرضا حکیمی با عنوان «شب بزرگداشت مرزبان عدالت» با نمایش نخستین فیلم مستند ساخته شده دربارهٔ وی در مشهد برگزار شد.
در دومین سالگرد درگذشت ایشان در سالن همایش‌های مجموعه فرهنگی امام صادق میبد، مستند فریاد روزها به نمایش درآمد.